# José Ferrer Beltrán
José Ferrer Beltrán (Mequinenza, c. 1745 - Oviedo, 16 de enero de 1815) fue un sacerdote, organista y compositor español.

## Biografía
José Ferrer Beltrán nació en Mequinenza, provincia de Zaragoza, y se ordenó sacerdote el 5 de junio de 1767. Fue organista en diversas iglesias y catedrales, como la colegiata de Tremp, en la diócesis de Urgel, y la catedral de Lérida. De Lérida pasó a Pamplona, dónde de nuevo será el organista de la catedral, ganado el concurso el 21 de septiembre de 1777. En 1786 examinaría a los candidatos para la catedral de Calahorra. Finalmente se instaló en Oviedo (Asturias) por cuestiones económicas y para atender mejor a sus padres y hermanos según una carta conservada en el archivo de la catedral de Pamplona. Allí pasaría 25 años como maestro de órgano de la catedral, hasta su muerte en 1815. Durante su estancia en Oviedo, trabaría amistad con el político asturiano Gaspar Melchor de Jovellanos.
Junto al organista Juan Páez Centella compuso el drama musical Premio a la Sabiduría que fue representado en Oviedo el 13 de junio de 1789, como homenaje a Jovellanos por su nombramiento como Ministro de Gracia y Justicia. Ferrer compuso también música de baile, además de música para órgano. Para pianoforte o clavicémbalo realizó algunas sonatas bipartitas y monotemáticas, típicas del siglo XVIII, similares a las realizadas en la época por Scarlatti o el Padre Soler. También escribió un dúo para fortepiano y violín y variaciones para tecla, versos y pastorelas. 
Entre sus obras destacan "Seis sonatas para forte piano que pueden servir para clavicordio compuestas por D. José Ferrer, organista de Pamplona, obra 1ª", "Tres sonatas para clave y forte piano con acompañamiento de violín por D. José Ferrer, organista de la santa iglesia catedral de Pamplona, obra 2ª" o "Sonatas para clave, revisión y estudio de Dionisio Preciado".